# Roccaromana
Roccaromana è un comune italiano di 837 abitanti della provincia di Caserta in Campania.

## Geografia fisica
Il comune è sito ai piedi del Monte Melito (803 m s.l.m.), una delle punte della catena dei Monti Trebulani. Sul territorio di Roccaromana, insiste un'Area Wilderness.  Possiede due frazioni, Santa Croce e Statigliano.

## Storia
La storia di Roccaromana inizia dalla distruzione dell'antica città Saticula (citata già nell'Ab Urbe Condita di Livio e nell'Eneide di Virgilio), oggetto di contesa tra Sanniti e Romani già all'incirca nel 700 a.C. L'esatta ubicazione di tale città è ancora incerta, con ipotesi che la vogliono a Ovest del Monte Maggiore, nel luogo in cui si incontra con il Trebolano, e altre ancora che la fanno coincidere addirittura con l'attuale Sant'Agata de' Goti (BN). Con il passare dei secoli rimase solo un pezzo dell'antica città, Il Vicus Statilianus, il quale sovraffollamento costrinse molti dei suoi abitanti a scendere in pianura, per formare dapprima i casali, e poi questi il feudo di Roccaromana, sotto il ducato longobardo di Benevento, nel 700 d.C. Nel 1100 arrivarono i Normanni, i quali costruirono l'omonima Torre, con funzione difensiva, in cima al Monte Castello, sui resti di una precedente longobarda.
Il nome "Roccaromana" appare per la prima volta su documenti ufficiali nel 1101, in un diploma di Riccardo II, Principe di Capua, ove viene menzionato Adamo de Roccaromana, e in un documento dell'Abbazia di Montecassino che testimonia il giuramento del conte di Teano di difendere con le armi l'abbazia da tutti i nemici, eccetto Guaimondo de Roccaromana. I "De Roccaromana" governarono il feudo fino al 1337, dopodiché si susseguirono molti baroni, tra i quali i De Marzano e gli Arcamone nel XVI secolo, fino all'ultimo, Lucio Caracciolo, dal 1799 al 1806, anno in cui Giuseppe Bonaparte promulgò le leggi eversive della feudalità.

## Monumenti e luoghi d'interesse

### Torre Normanna e Chiesa della Madonna di Castello

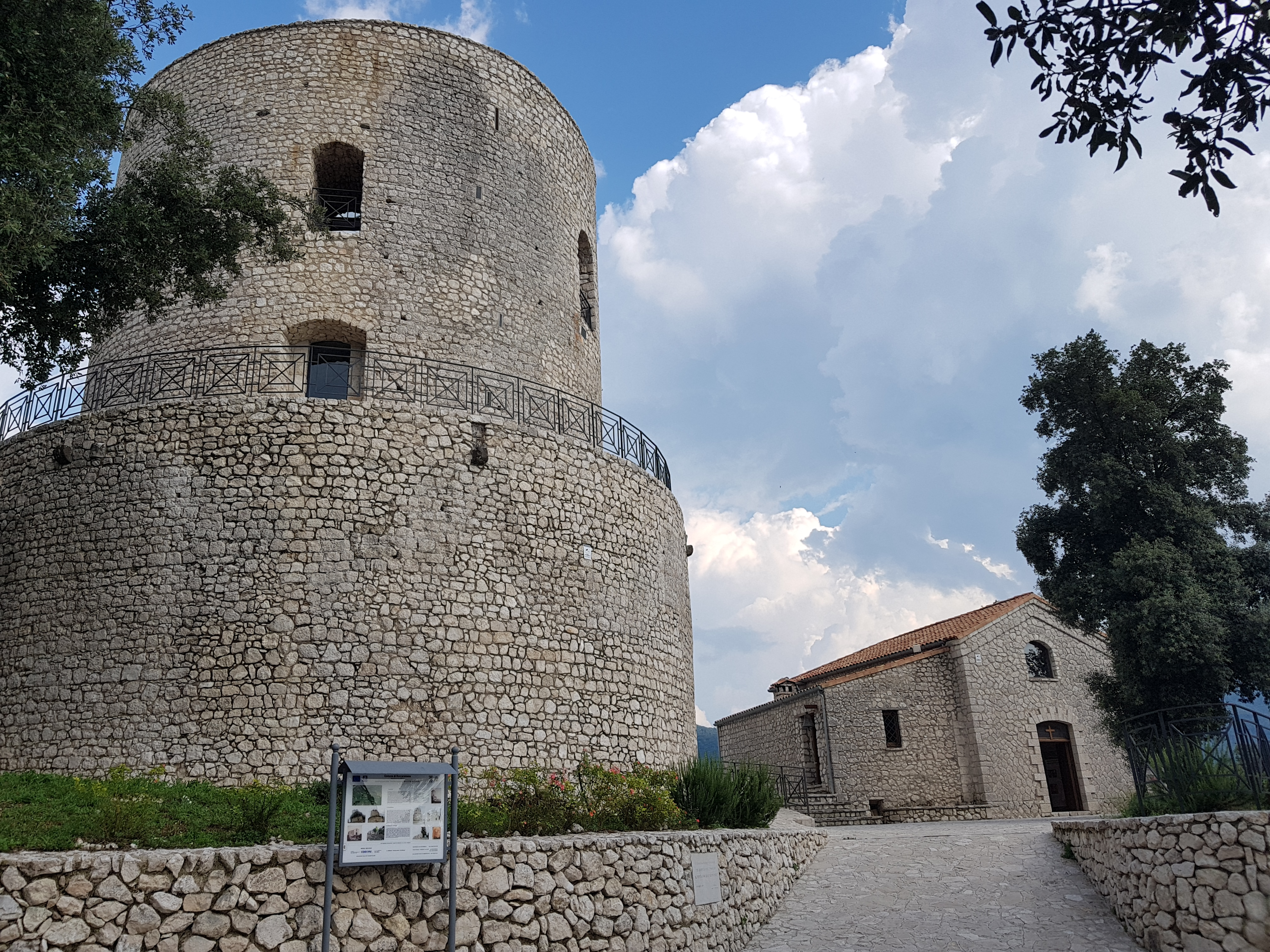
Torre Normanna e Chiesa della Madonna di Castello

La Torre Normanna è situata sul Monte Castello, nella frazione di Statigliano. Risale all'anno 1100, è a pianta cilindrica e possiede un'altezza complessiva di circa 18 m. Provvista di una cisterna alla base, si sviluppa su due piani. In cima è possibile tutti i territori circostanti (Alto, Medio e Basso Volturno) per un raggio di 40 km, motivo della sua costruzione allora strategica e difensiva. Bombardata durante la Seconda Guerra Mondiale, fu ricostruita nel 1948, per essere nuovamente distrutta da una tempesta e abbandonata fino al 2016, anno dell'ultimo e attuale restauro.
La Chiesa della S.S. Vergine delle Grazie è una cappella gentilizia a pianta rettangolare situata di fianco alla torre. Risale al 1190 ed è dedicata al culto della Madonna di Castello. Nell'ultimo restauro sono stati trovati sull'abside due affreschi risalenti rispettivamente al XV e XVI secolo, facenti parte di un trittico comprendente la Madonna di Castello e una figura maschile, probabilmente San Giovanni Battista.

### Chiesa di San Cataldo Vescovo

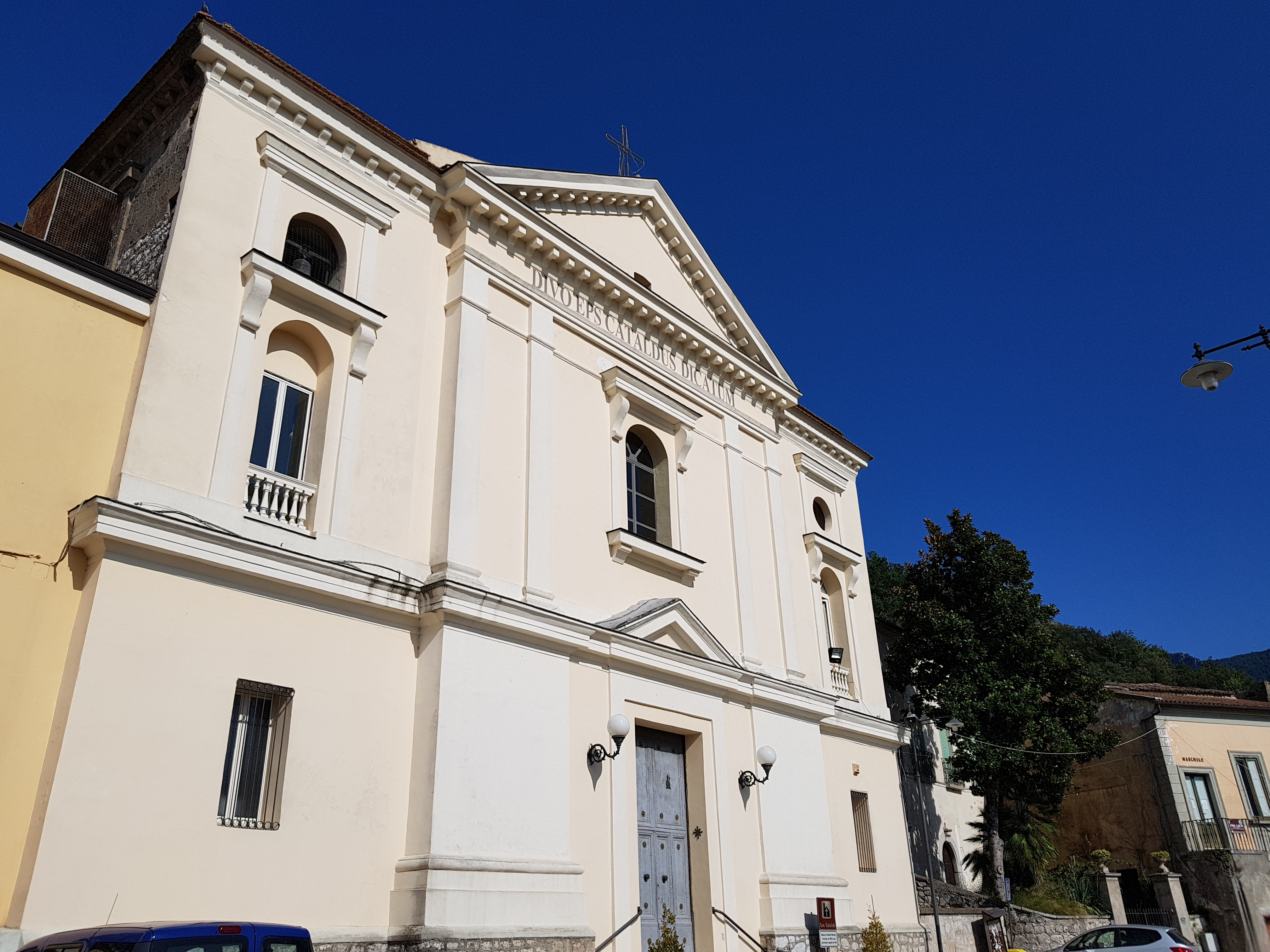
Chiesa di San Cataldo

La Chiesa di San Cataldo Vescovo ha origine da un'antica cappella del 1156 dedicata a Maria S.S. Annunziata, ed era compresa nelle mura dell'antico Palazzo Ducale. Nel 1893 tale cappella fu trasformata nell'attuale Chiesa Madre. Presenta una pianta a croce greca e possiede, oltre alla statua e alla reliquia del santo patrono, un affresco sull'abside di Vincenzo Galloppi del 1913, raffigurante lo stesso San Cataldo atto a salvare i pescatori in una tempesta. Presente anche la statua della Madonna della Neve.

### Cappella del Purgatorio
Sorge nel 1409 grazie ai Marzano su un blocco di tufo grigio tipico della zona, dedicata al culto di San Sebastiano. All'interno è presente un affresco del XV secolo risalente alla Scuola Caiatina, raffigurante la Madonna con bambino, San Sebastiano e San Rocco.

### Chiesa di Santa Croce

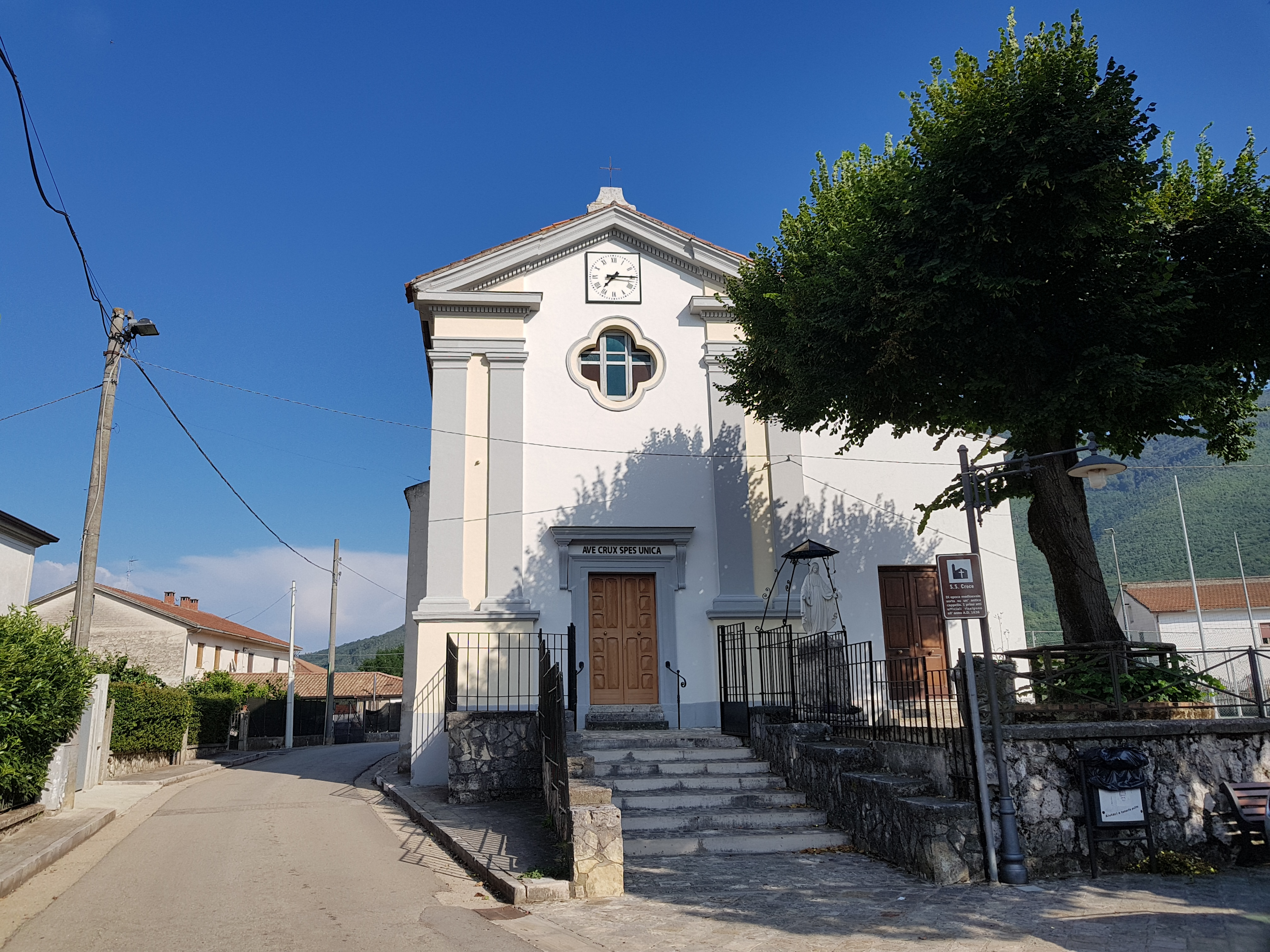
Chiesa di Santa Croce

La Chiesa di Santa Croce è la chiesa principale dell'omonima frazione, e sorge da una cappella preesistente dedicata al culto di San MIchele Arcangelo, anche se i primi documenti ufficiali dell'edificio risalgono al XVII secolo. Ad unica navata, la cappella laterale custodisce la reliquia avente un frammento della croce di Cristo. Sull'abside presente un altro affresco di Vincenzo Galloppi del 1899, raffigurante il ritrovamento della Croce ad opera di Sant'Elena.

### Chiesa di Santa Margherita V.M.

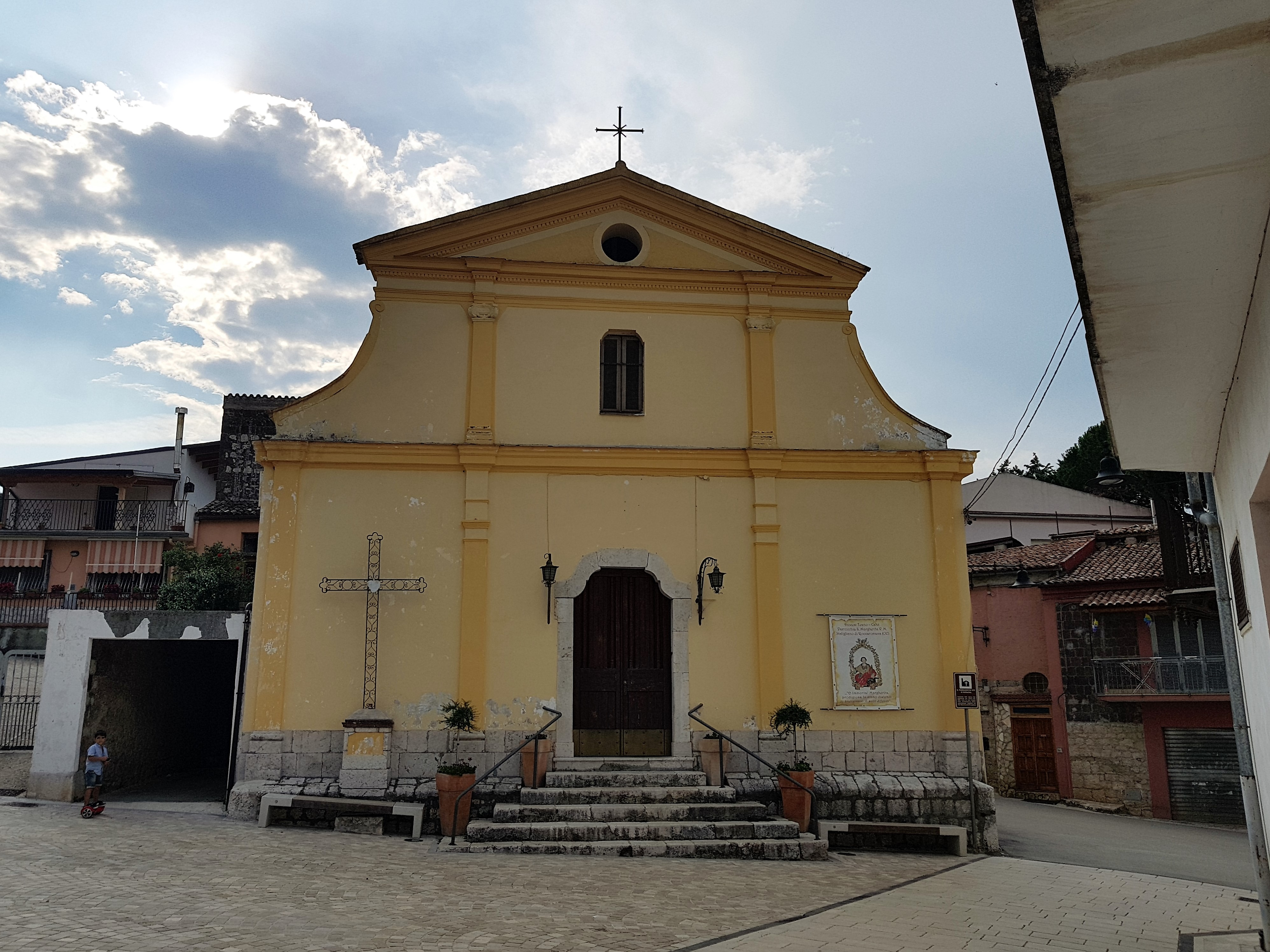
Chiesa di Santa Margherita V.M.

La Chiesa di Santa Margherita V.M. è la chiesa principale della frazione di Statigliano. Sorge nel XVII secolo come unione tra le cappelle preesistenti del Purgatorio e del S.S. Rosario. Sull'altare maggiore è presente la statua lignea della santa, mentre sul soffitto vi è un ulteriore affresco del Galloppi del 1910, ritraente il sacrificio della stessa.

### Altri luoghi d'interesse
- Monumento ai Caduti (Via Largo Ponte) [10]
- Monumento ai Garibaldini (Piazzale ex Ospedale di Beneficenza) [11]
- Torre Campanaria
- Campanile di Santa Maria Ad Nives (Santa Croce) [12]
- Palazzotto Gotico [13]
- Palazzo De Ponte (Piazza San Cataldo) [14]
- Ex Ospedale di Beneficenza (fatiscente) [15]
- Chiesa A.G.P. della SS Annunziata (ex Ospedale di Beneficenza)
- Scuole Municipali Maschili e Femminili – Biblioteca Comunale (Piazza San Cataldo) [16]
- Sentiero Torre Normanna – Chiesa Madonna di Castello [17]
- Sentiero Pizzo Madama Marta (Santa Croce) [18]
- Cascata “Tufoli” [19]
- Rovine delle Torri Medievali (Monte Castello) [20]

## Società

### Evoluzione demografica
Abitanti censiti

## Amministrazione
| Periodo | Periodo   | Primo Cittadino         | Partito           | Carica  | Note   |
| ------- | --------- | ----------------------- | ----------------- | ------- | ------ |
| 1808    | 1810      | Domenico Lombardo       |                   | Sindaco |        |
| 1810    | 1813      | Michele Attanasio       |                   | Sindaco |        |
| 1813    | 1815      | Francesco Perrotta      |                   | Sindaco |        |
| 1815    | 1817      | Lucio Peluso            |                   | Sindaco |        |
| 1817    | 1820      | Antonio Lombardi        |                   | Sindaco |        |
| 1820    | 1825      | Geronimo Attanasio      |                   | Sindaco |        |
| 1825    | 1846      | Alessandro Zarone       |                   | Sindaco |        |
| 1846    | 1851      | Ambrogio Perrotti       |                   | Sindaco |        |
| 1851    | 1860      | Pasquale Zarone         |                   | Sindaco |        |
| 1860    | 1885      | Marco Zarone            |                   | Sindaco |        |
| 1885    | 1895      | Carlo Perrotti          |                   | Sindaco |        |
| 1895    | 1897      | Diomede Rinaldi         |                   | Sindaco |        |
| 1897    | 1899      | Carlo Perrotti          |                   | Sindaco |        |
| 1899    | 1900      | Pasquale Zarone         |                   | Sindaco |        |
| 1900    | 1920      | Diomede Rinaldi         |                   | Sindaco |        |
| 1921    | 1926      | Alessandro Zarone       |                   | Sindaco |        |
| 1926    | 1929      | Errico Cuomo            |                   | Podestà |        |
| 1929    | 1931      | Osvaldo Izzi            |                   | Podestà |        |
| 1932    | 1933      | Arturo Mariottini       |                   | Podestà |        |
| 1933    | 1938      | Eduardo Marrocco        |                   | Podestà |        |
| 1938    | 1942      | Nicola Rinaldi          |                   | Podestà |        |
| 1942    | 1944      | Gennaro Betti           |                   | Podestà |        |
| 1944    | 1945      | Guiscardo Mastrantuono  |                   | Podestà |        |
| 1945    | 1946      | Tommaso Minutillo       |                   | Podestà |        |
| 1946    | 1952      | Filippo Perrotta        |                   | Sindaco |        |
| 1953    | 1953      | Giuseppe Del Monaco     |                   | Sindaco |        |
| 1953    | 1960      | Dante Lombardi          |                   | Sindaco |        |
| 1960    | 1975      | Antonio Senese          |                   | Sindaco |        |
| 1975    | 1980      | Alberico Rossi          |                   | Sindaco |        |
| 1980    | 1990      | Nicola Lombardi         |                   | Sindaco |        |
| 1990    | 1992      | Aurelio Mastrantuono    |                   | Sindaco |        |
| 1992    | 2004      | Maria Rosa Lombardo     | Lista civica      | Sindaco | [ 22 ] |
| 2004    | 2019      | Anna Filomena De Simone | Lista civica      | Sindaco | [ 23 ] |
| 2019    | in carica | Nicola Pelosi           | Roccaromana Unita | Sindaco | [ 24 ] |

Il comune appartiene alla Comunità montana Monte Maggiore.